# Groupe opérationnel Kakhovka
Le groupe opérationnel Kakhovka, ou groupement opérationnel de troupes « Kakhovka », est une formation des forces terrestres ukrainiennes en Ukraine active lors de l'invasion russe de l'Ukraine en 2022. Le groupe opérationnel a participé à la libération de Kherson dans le cadre de la contre-offensive du sud de l'Ukraine.

## Historique
En 2022, le groupe opérationnel Kakhovka participe à la contre-offensive sud ukrainienne de 2022 sur la position russe dans l'oblast de Kherson sur la rive droite du Dniepr. Le 29 août, le groupe opérationnel mène des opérations contre les forces russes, signalant que le 109e régiment de la république populaire de Donetsk et les forces aéroportées russes ont abandonné leurs positions,. La vidéo publiée par le groupe opérationnel de leur prétendue percée dans les lignes de front de Kherson est accompagnée de déclarations confirmant les opérations offensives du commandement opérationnel sud de l'Ukraine,.